# Grito de Yara

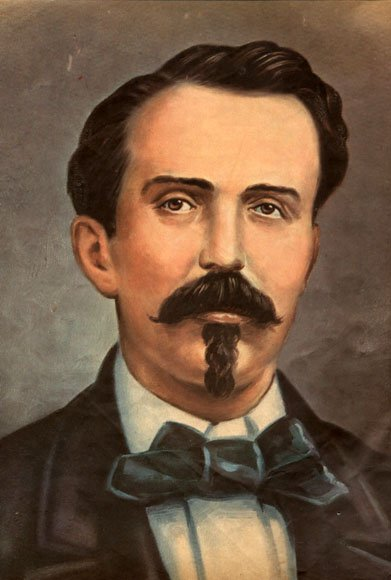
Carlos Manuel de Céspedes, autor do Grito de Yara. Na época era um advogado e latifundiário de 49 anos.

O Grito de Yara (em castelhano:  El Grito de Yara) foi o início do processo de independência de Cuba da Espanha iniciado por Carlos Manuel de Céspedes em 10 de outubro de 1868.

## História
Na noite de 9 para 10 de outubro de 1868, no engenho La Demajagua, começou a Guerra dos Dez Anos. Nesse lugar, Carlos Manuel de Céspedes deu a conhecer o Manifesto da Junta Revolucionária da Ilha de Cuba, proclamando-se o capitão-general de uma Cuba independente. Anunciou também as ideias e os fins do movimento revolucionário que procurava a independência baseado na igualdade de todos os homens, brancos ou negros, cubanos ou espanhóis, mantida pelo Pai Félix Varela ao defender a abolição da escravatura.
A ideia inicial de Céspedes, a partir daquele momento considerado “Pai da Pátria”, era tomar a cidade de Manzanillo, não só pela proximidade com o local do pronunciamento, mas pela importância da praça; porém, a perda do fator surpresa, a falta de experiência marcial dos milicianos e a falta de armas de fogo fizeram com que ele desistisse da ideia. Porém, como prova da intenção, estava a composição, do próprio Céspedes, da Marcha a Manzanillo, hino patriótico com o qual pretendia despertar o espírito público dos manzanilleros quando tomasse a praça; também importante foi a assinatura do Manifesto da Revolução (em castelhano:  Manifiesto de la Revolución) que seria assinado em Manzanillo e não no local onde certamente foi verificado e juramentado: o engenho La Demajagua.
Depois de terminar a reunião convocada por Carlos Manuel de Céspedes neste local - e diante da impossibilidade de tomar a cidade portuária de Manzanillo - os revolucionários (num número aproximado de 600), decidiram marchar em direção à Sierra de Naguas com o objetivo de aumentar as forças insurgentes; No entanto, ao passarem pela cidade de Yara, foram dispersos por uma coluna espanhola proveniente de Bayamo.
O início da Guerra dos Dez Anos está relacionado com Yara precisamente porque, embora a reunião e as propostas feitas em La Demajagua inicialmente tenham passado despercebidas, a derrota dos insurgentes no assalto à cidade de Yara, quando comunicada ao capitão-general, foi o que noticiou a imprensa de Havana e Madrid.
A bandeira hasteada por Céspedes foi feita por Candelaria Acosta, mas a estrela foi desenhada por Emilio Tamayo. Esta bandeira foi utilizada na província de Oriente como emblema da nova república, até que a Assembleia de Guáimaro adotou a de Narciso López.